# Trogloiulus vailatii
Trogloiulus vailatii är en mångfotingart som beskrevs av Pius Strasser 1978. Trogloiulus vailatii ingår i släktet Trogloiulus och familjen kejsardubbelfotingar. Inga underarter finns listade i Catalogue of Life.